# Яблочков, Михаил Тихонович
Михаил Тихонович Я́блочков (1848—1906) — русский историк и генеалог.

## Биография
Родился 16 (28) июля 1848 года в селе Плоском Ефремовского уезда Тульской губернии. Принадлежал к древнему дворянскому роду.
До 14 лет учился в родительском доме, главное внимание уделяя изучению иностранных языков. С 1862 года учился Воронежской гимназии, которую окончил с золотой медалью в 1867 году и поступил на юридический факультет Московского университета. Со студенческих лет начал заниматься изучением истории дворянского сословия в России, о чём написал студенческую работу.
После окончания университета в 1871 году кандидатом прав Яблочков поселился в родовом имении. В 1875—1884 годах был участковым мировым судьёй Ефремовского уезда . В соседнем селе Липяги им была организована «Практическая школа садоводства и огородничества» (1899). Он неоднократно получал высшие награды на международных Петербургской, Воронежской и Тульской сельскохозяйственных выставках.
В 1881—1900 годах был директором народных училищ Тульской губернии.
В 1904 году был избран председателем уездной Евремовской  управы.
Умер в селе Липяги 14 (27) марта 1906 года.

## Изданные труды
- Русская начальная школа: Училищеведение. Практическая педагогика. Методика. — Тула: тип. Н. И. Соколова, 1885. — 211 с.
- Книга для чтения в стихах. — Тула: тип. Н. И. Соколова, 1888. — 211 с. (2-е изд. — 1889) и Чтения по ботанике, плодоводству, огородничеству и цветоводству. — Тула: тип. Н. И. Соколова, 1893 (обл. 1894). — 224 с..
- Русская школа: Наставление директора народных училищ. — Тула: тип. Н. И. Соколова, 1894. — 346 с..

Им также была разработана, в продолжение студенческой работы («История дворянского сословия в России». — СПб., типография А. М. Котомина, 1876. — XL, 680 с. — 2400 экз.) обширнейшая программа многотомного исследования «Дворянское сословие Тульской губернии»; были опубликованы только первые девять томов. Его работа, хотя и несколько по другим принципам, была продолжена В. И. Чернопятовым (1857—?), опубликовавшим 10 дополнительных томов. Современное издание сочинения М. Т. Яблочкова: История Российского дворянства. — М.: Эксмо, 2006 (Тверь: Тверской полиграфкомбинат). — 538, [4] с., [16] л. цв. ил. :портр. — ISBN 5-699-15845-6.

## Семья
С 1871 года был женат на дочери елецкого помещика Александре Александровне Ростовцевой. Их дети:
- Павел, юрист.
- Тихон (1880—1926), правовед.
- Любовь — замужем за графом Иваном Николаевичем Коновницыным.
- Мария — замужем за Николаем Александровичем Пинским.
- Наталья